# شکارچی ذهن (مجموعه تلویزیونی)
شکارچی ذهن (انگلیسی: Mindhunter) مجموعه تلویزیونی جنایی ساخته جو پنهال است که در ۱۳ اکتبر ۲۰۱۷ در نت‌فلیکس منتشر شد. داستان سریال بر اساس کتابی با همین نام نوشته جان ادوارد داگلاس به سال ۱۹۹۶ است که به مؤسسان اصلی واحد تحقیقات علمی رفتاری اف‌بی‌آی در دنیای واقعی می‌پردازد. مدیران اجرایی این سریال جو پنهال، دیوید فینچر و شارلیز ترون هستند و بازیگرانی چون جاناتان گروف، هولت مک‌کالانی، آنا تورو و هانا گراس در آن ایفای نقش می‌کنند. در نوامبر ۲۰۱۷ نت فلیکس در خبری اعلام کرد که این سریال برای فصل دوم تمدید شده‌است.
پس از پایان فصل دوم نتفلیکس اعلام کرد که فصل سوم این مجموعه به این زودی‌ها ساخته نخواهد شد. دیوید فینچر کارگردان این مجموعه در فوریه ۲۰۲۳ گفت که این سریال به خاطر بودجه بالا برای هر قسمت توسط نتفلیکس دیگر ساخته نخواهد شد. با امضای صدها طرفدار برای ادامه ساخت این سریال فینچر بار دیگر افزود فصل سوم هرگز ساخته نخواهد شد. او گفت: «به دو فصل اول بسیار افتخار می‌کنم اما این سریال پرهزینه است و به اعتقاد نتفلیکس مخاطب کافی جذب نکرده تا سرمایه‌گذاری بیشتر را توجیه کند. آن‌ها را سرزنش نمی‌کنم، برای ساختن سریال خطر کردند.»

## داستان سریال
داستان سریال در خصوص دو مأمور سازمان اف‌بی‌آی به نام‌های هولدن فورد(جاناتان گروف)و بیل تنچ (هولت مک‌کالانی) با همکاری روان‌شناس وندی کار (آنا تورو) هست. آن‌ها در گفتگو با قاتلان سریالی به دنبال فهمیدن طرز فکر آنان به امید کشف دلیل اصلی جنایات توسط آنان هستند.

## عوامل سریال

### اصلی
- جاناتان گروف در نقش هولدن فورد، مأمور ویژه در واحد علوم رفتاری سازمان اف بی ای.
- هولت مک‌کالانی در نقش بیل تنچ، مأمور ویژه در واحد علوم رفتاری سازمان اف بی ای.
- آنا تورو در نقش وندی کار، یک استاد روان‌شناسی در دانشگاه بوستون.
- هانا گراس در نقش دبی میتفورت، یک دانشجوی کارشناسی ارشد جامعه‌شناسی در دانشگاه ویرجینیا و دوست دختر هولدون فورد.
- کاتر اسمیت در نقش شفرد، در نقش رئیس واحد آموزش آکادمی ملی آموزشی اف بی ای.

### فرعی
- استیسی رُکا در نقش «نانسی تنچ» (همسر بیل تنچ)
- جو تاتل در نقش «گِرِگ اسمیت» (مأمور ویژهٔ اف‌بی‌آی)
- الکس مُرف در نقش مارک اوکازک (کارآگاه)
- جوزف کراس، در نقش «بنجامین بارن‌رایت»
- مارک کودیش در نقش «راجر وِید»
- مایکل پارک در نقش «پیتر دین»
- جرج آر. شفی در نقش «جان بویلن»
- دوک لفون در نقش «گوردون چیمبرز» (کارآگاه)
- پیتر مرنیک در نقش «روی کاروِر» (کارآگاه)
- لنا اولین در نقش «آنالیس استیلمن» (رئیس دانشگاه بوستون و دوست‌دختر وندی کار)
- توماس فرانسیس مورفی در نقش «مک‌گرا» (کارآگاه)
- دیمون هریمن در نقش «چارلز منسن» (تبهکار آمریکایی)
- کمرون بریتون در نقش «اد کمپر» (یک قاتل سریالی)
- سَم اِسرایک در نقش «مانتی ریسل» (یک قاتل سریالی)
- هپی اندرسن در نقش «جری برودوس» (یک قاتل سریالی)
- جک اِردی در نقش «ریچارد اسپک» (یک قاتل سریالی)
- سانی والی‌سنتی در نقش «دنیس رِیدر» ملقب به «ای‌دی‌تی سرویس‌من» (یک قاتل سریالی)
- کریستوفر لوینگستون در نفش «وین ویلیامز» (یک قاتل سریالی)